# Jean Leunis

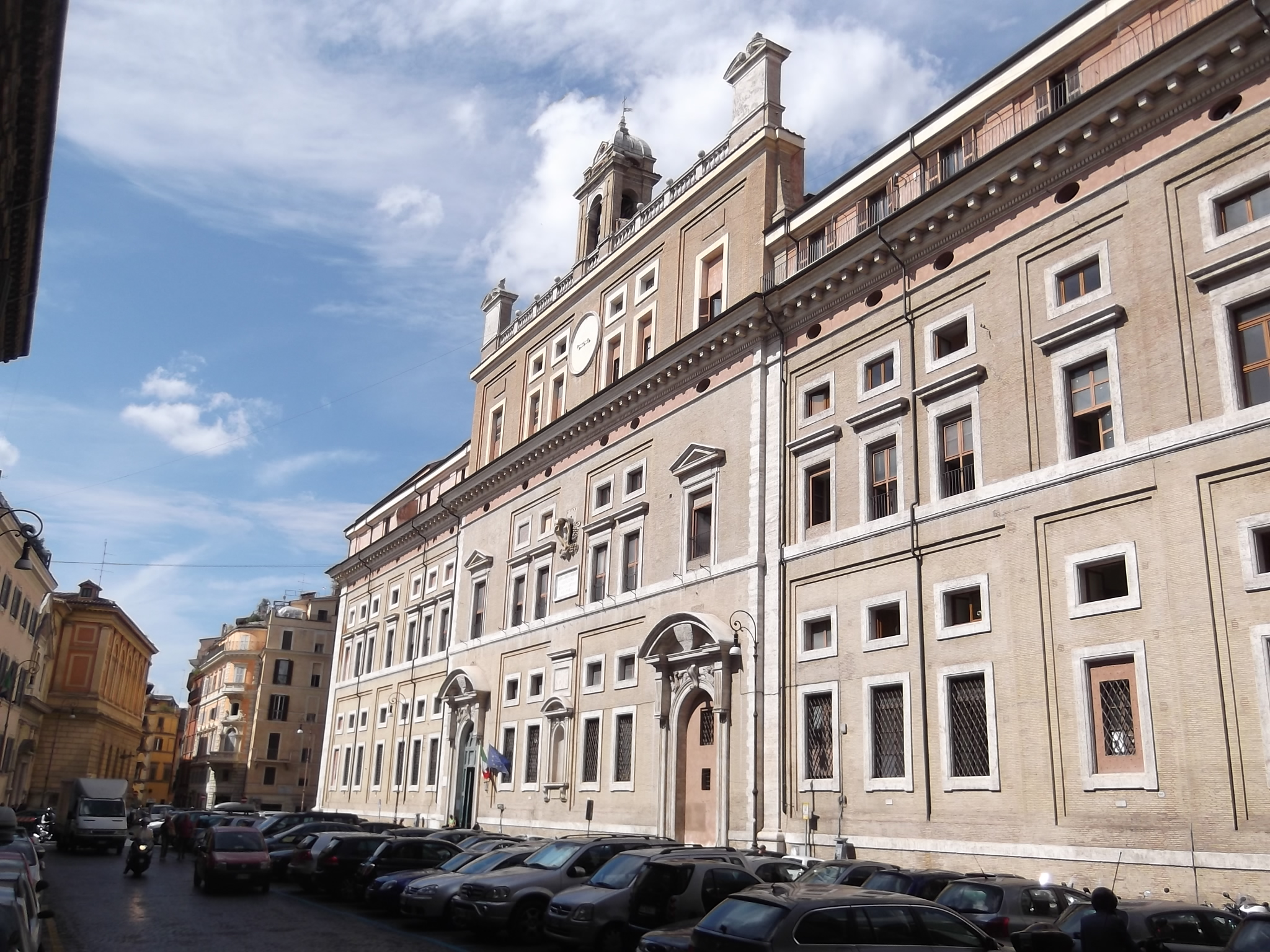
Vista de la fachada principal del Colegio Romano, donde enseñó Leunis.

Jean Leunis (Lieja, 1532-Turín, 19 de noviembre de 1584) fue un jesuita flamenco conocido por ser el ideólogo de las Congregaciones Marianas.

## Biografía
Nacido en Lieja, ingresó en la Compañía de Jesús el 18 de julio de 1556 en Roma. En 1558 se encontraba en el colegio jesuita de Montepulciano y en 1559 estaba en París.
Fue profesor de la clase denominada sexta o ínfima en el Colegio Romano desde septiembre de 1560. Fue allí donde en 1563 formó con distintos alumnos la Congregación Mariana de la Asunción, con el objetivo de que pudieran realizar tanto ejercicios piadosos (confesión semanal, comunión mensual, misa diaria y rosario o el oficio parvo de la Virgen) como obras de caridad. Este modelo se extendería por el resto de colegios jesuitas a lo largo del mundo en un modelo conocido como congregaciones marianas. Anteriormente la Compañía ya había organizado distintas congregaciones de laicos en distintas ciudades en las que tenía presencia. Leunis realizó la adaptación del modelo al alumnado del Colegio Romano, y considerándose el verdadero fundador de las congregaciones marianas. 
Hizo sus últimos votos el 21 de mayo de 1584 en el colegio jesuita de Turín.
Murió el 19 de noviembre de 1584.